# Gymnopleurus andreaei
Gymnopleurus andreaei là một loài bọ cánh cứng trong họ Bọ hung (Scarabaeidae).